# L’Hospitalet-près-l’Andorre
L'Hospitalet-près-l'Andorre – miejscowość i gmina we Francji, w regionie Oksytania, w departamencie Ariège. W miejscowości znajduje się stacja kolejowa położona najbliżej Andory, skąd kursują busy do księstwa.
Według danych na rok 2010 gminę zamieszkiwało 95 osób, a gęstość zaludnienia wynosiła 3 osób/km².